# علاقة غرامية

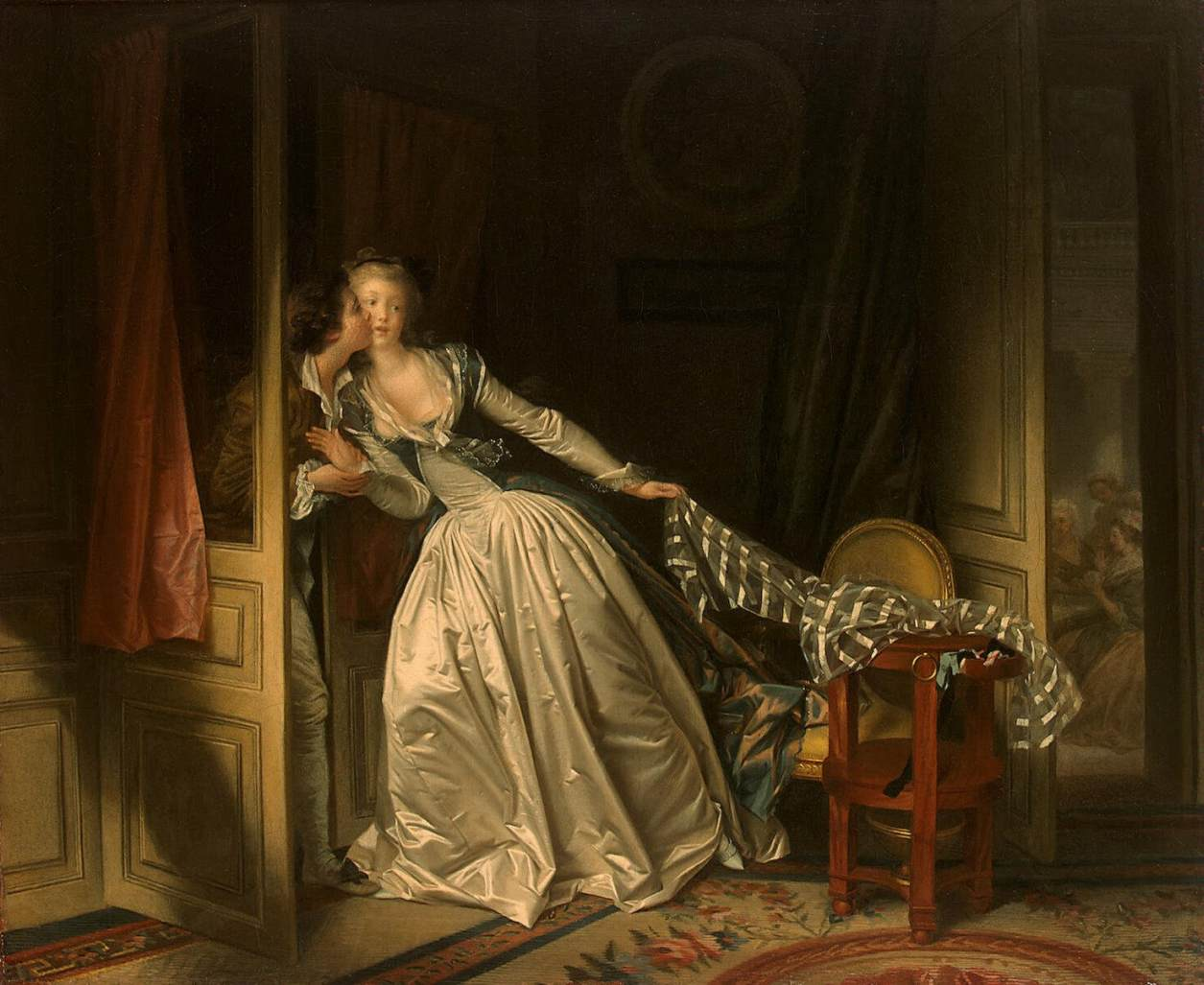
لوحة القبلة المسروقة لجين أونوريه فراجونارد

العلاقة الغرامية هي علاقة جنسية، أو علاقة صداقة رومانسية، أو ارتباط عاطفي بين شخصين من دون معرفة الكثير من الأشخاص الآخرين بخلاف طرفي هذا الارتباط بحقيقة تلك العلاقة.

## العلاقات الرومانسية
قد تشير العلاقة الرومانسية إلى العلاقات الجنسية بين طرفين غير متزوجين، أو متزوجين، أو إلى أشكال مختلفة من الزواج غير الأحادي. على عكس العلاقة غير المشروعة، وهي علاقة جسدية، وعاطفية بين شخصين قد يمارسان الجنس دون توقع علاقة رومانسية أكثر رسمية، فإن العلاقة الغرامية بطبيعتها رومانسية.
قد يصف مصطلح العلاقة الغرامية أيضًا جزءًا من اتفاق ضمن زواج مفتوح، أو علاقة مفتوحة، مثل التأرجح، أو المواعدة، أو تعدد الزوجات، حيث يُسمح ببعض أشكال الجنس مع الشريك (الشركاء) غير الأساسيين بينما لا يُسمح بالأشكال الأخرى.
عندما تفتقر العلاقات الرومانسية إلى كل من السلوك الجنسي العلني والسري، ومع ذلك تظهر شديدة الحميمية والعاطفية، أو دائمة، فقد يشار إليها أيضًا باعتبارها علاقة عاطفية، أو حب أفلاطوني، أو صداقة رومانسية.

## العلاقات خارج إطار الزواج
العلاقات خارج إطار الزواج هي علاقات تحدث فيها علاقة عاطفية، أو جنسية غير مشروعة أو صداقة رومانسية أو ارتباط عاطفي بين شخصين غير متزوجين.
وقد تستمر العلاقة خارج إطار الزواج بشكل أو بآخر لسنوات، حتى عندما يمر أحد الشركاء في تلك العلاقة بالزواج، والطلاق، والزواج مرة أخرى. ويمكن اعتبارها في  هذه الحالة هي العلاقة الأساسية، ويكون الزواج علاقة ثانوية لها. يدعي العديد من الأشخاص أن سبب العلاقة هو زواجهم غير الناجح، حيث يفشل الزوجان في إرضاء بعضهما البعض.
يمكن مقاضاة الأفراد الذين لديهم علاقات مع رجال، أو نساء متزوجين بتهمة الزنا في بعض البلدان، ويمكن مقاضاتهم من قبل الأزواج للحصول على الطلاق. اعتبارًا من عام 2009 سمحت ثماني ولايات أمريكية بمثل هذه الدعاوى القضائية.

## العلاقات عبر الإنترنت
ساعد انتشار وسائل الاتصال عبر شبكات الإنترنت، والحاسبات الآلية على ظهور نوع جديد من «العلاقات» التي قد تحدث بين أشخاص قد يكونوا معلومين، أو مجهولين لبعضهما البعض. وقد تجمع العلاقات عبر الإنترنت بين ميزات العلاقات الوثيقة والنائية.
يجادل بن زئيف بأن علاقة ما عبر الإنترنت هي نوع فريد من العلاقات، يطلق عليها «الارتباط المنفصل»، أو «الانفصال» والذي يتضمن سمات متعارضة يكون وجودها في العلاقات التي تتم وجهاً لوجه أمرًا متناقضًا، ومثل العلاقات المباشرة وجهاً لوجه، يمكن أن تكون العلاقات عبر الإنترنت عفوية، وعارضة وتظهر مشاركة شخصية مكثفة. ومع ذلك، يمكن أيضًا أن تكون العلاقة عبر الإنترنت عبارة عن خطاب مخطط أكثر من كونه حديثًا عفويًا، مثلما قد يحدث في الرسائل المكتوبة، كما يمكن تخزين الرسائل عبر الإنترنت، وبالتالي يكون لها حضور دائم، وهو ما لا يحدث في العلاقات المباشرة وجهًا لوجه.
قد يكون الأشخاص المشاركون في العلاقات عبر الإنترنت غرباء عن بعضهم البعض، بمعنى أنهم لم يقابلوا بعضهم البعض في الواقع. ومع ذلك، فهم قريبون أيضًا من بعضهم البعض، لأنهم يتشاركون المعلومات حول أمورهم الخاصة والحميمة فيما بينهم.
يحاول الأشخاص في العلاقات عبر الإنترنت الاستمتاع بفوائد العلاقات الوثيقة، والبعيدة، مع تجنب عيوب كل منها. حيث يستمتع الناس بالمكاسب الكبيرة التي تمنحها العلاقات الوثيقة مع التمتع بالتكلفة المنخفضة التي تمنحها العلاقات البعيدة. كما كتبت إحدى النساء:
«لقد أخبرني باستمرار أنه لا يستطيع أن يمدني بما أريده، وسأرد عليه دائمًا: أنا لا أطلب منك أي شيء، ولكن ببساطة استمتع بصحبتك».